# 扇舌型齒舌
扇舌型齒舌（Rhipidoglossan radula）是腹足綱軟體動物的七種齒舌的其中一類，主要為吃大型藻類:298或其他植物:298的物種。這些物種的齒舌每行均有一個強大的中間齒，橫向上有一至十個中間板和幾個側板連接:298。
有分類把部分具有扇舌型齒舌的物種組成扇舌目（Rhipidoglossa，或作扇舌亞目），但在WoRMS被標為「不被接納」。